# Jaume Riu i Ristol
Jaume Riu i Ristol (Sallent (Bages), 1899-1985) fou un instrumentista de violí i flabiol.
Va començar com a flabiolaire a la Cobla La Normal de Manresa, que més tard s'anomenà Cobla Els Forasters i finalment Cobla La Principal de Bages on actuà amb la gran nissaga de germans Juanola. A part de les actuacions com a violinista, dedicà bona part de la seva vida a la Cobla Orquestra Sallent, fundada el 1945, que dirigí fins que es retirà l'any 1959. També actuà al Quintet Werner i les formacions Orquestrina Viñas i Ideal Jazz. Va compondre molta música de ball, especialment tangos, foxtrots i valsos, com també dues sardanes: Sallent i L'alegre parella. És l'avi del també músic i compositor de sardanes Jaume Riu i Ratera.